# Пепонија
Пепонија (грч. Πεπονιά) је насељено место у општини Горуша у периферији Западна Македонија, Грчка. Према попису из 2021. године било је 48 становника.
Према бугарском географу и историчару, Василу Канчову, у Пепонији је 1900. године живело 300 Грка муслимана (Валахади). Пепонија се налази у области Населица, која је некада била насељена словенским становништвом које је касније хеленизовано. Године 1923. муслиманско становништво је принудно исељено у Турску а на њихово место је насељено 88 грчких избегличких породица, којих је на попису из 1928. године било 338. Село се раније звало Лаја.